# Brenda Bezares
Brenda Yamilé Jiménez Loya (Monterrey, Nuevo León; 26 de abril de 1966), conocida como Brenda Bezares, es una actriz, conductora y cantante mexicana.
En 2024 incursionó en la política, siendo candidata al distrito 8 en Monterrey, Nuevo León por el Partido Político Movimiento Ciudadano.

## Carrera profesional
Es egresada de la Facultad de Artes Escénicas de Monterrey, Nuevo León, y cursó por dos años Danza Clásica en la Escuela Superior de Música y Danza de Monterrey (Carmen Romano), así como en cursos de actuación con los actores y directores Xavier Marc y Sergio Jiménez.
Inició su carrera como modelo a los 13 años, participando en innumerables desfiles para prestigiados diseñadores y campañas publicitarias. Como bailarina, se inició a los 15 años participando en talleres de danza contemporánea, jazz, así como comedias musicales a nivel universitario como Vaselina, Cabaret, Así es el show y Un cuento de navidad. En 1989, fue nombrada Señorita Nuevo León, certamen de belleza que le abrió puertas posteriormente para trabajar en varias telenovelas en Estados Unidos y Venezuela. Asimismo, condujo diversos programas en la televisión regiomontana.
En el año 2007 después de que terminó su contrato con Venevisión, el director de programación de Multimedios Televisión, Mauricio Alatorre, le ofrece estar como conductora invitada en el programa Con Clase, volviendo a su ciudad de origen; gracias al buen rating le ofrecen la conducción del programa, la producción de este y un cambio de nombre; así nace el programa matutino Vivalavi.
Su estancia en el programa Vivalavi fue hasta el año 2010; ya que tuvo un percance con Gina Pastor, a los directivos les pareció una falta de respeto y decidieron que se turnarían los días donde cada conductora; a Brenda no le pareció y decidió mejor salir del matutino.
El 21 de junio de 2012, presentó su primer disco como cantante solista, el cual fue titulado Sueños Cumplidos. La producción incluyó nueve temas con un toque latino, contemporáneo y contó con la colaboración de músicos destacados. De dicho material se desprendió su primer sencillo titulado Demasiado Fuerte (cover de Yolandita Monge); el segundo se tituló, Yo ya me voy.Al mismo tiempo lanza el libro Demasiado Fuerte, la novela en donde cuenta sus comienzos, vivencias y habla del caso de acoso sexual por parte de Francisco "Paco" Stanley.
El 23 de septiembre de 2020, se anunció que Brenda y Mario Bezares estrenarían el show de radio, Hasta la cocina en FM Globo Monterrey 88.5 FM, de lunes a viernes de 12 a 2 PM, a partir del lunes 28 de septiembre de ese año.

## Vida personal
Desde 1991, está casada con el conductor Mario Bezares, con quien tiene dos hijos: Alejandro y Alan. Su vida familiar fue afectada duramente luego de que su esposo fue acusado de estar implicado en el asesinato de Paco Stanley y  fuera encarcelado.
Después de la liberación de Mario Bezares, las dificultades familiares continuaron hasta que la actriz fue invitada por una amiga a asistir una congregación cristiana en la cual ella y su esposo se convertirían al cristianismo. En el año 2013, ella sufrió una embolia pulmonar, de la cual logró reponerse.

## Filmografía

### Conducción
- La mañana es nuestra (Multimedios, 2012-2013)
- Dímelo cada mañana (TV Azteca Noreste, 2011-2012)
- Dímelo (TV Azteca Noreste, 2010-2011)
- Vivalavi (Multimedios, 2007-2010)
- Con Clase (Multimedios, 2005-2007)
- Con sello de mujer (TV Azteca, 2003-2004)
- El show del pueblo (Telemundo, 2002)

### Actuación
- Mi vida eres tú (Venevisión, 2008) .... Marisela Reyes
- La reportera salvaje (Película para TV, 2006) .... Raquel Tovar
- Olvidarte jamás (Venevisión, 2005-2006) .... Constanza Montero

#### Otras apariciones en televisión
- La casa de los famosos México 2 (2024) ... Panelista / Invitada[11]
- El Show, Crónica de un asesinato (2023) .... Testimonio
- El minuto que cambió mi destino (2017) .... Entrevista

### Teatro
- Cada oveja con su pareja
- Las consuegras
- Diablos, cuanto Ángel
- Chilaquiles con champagne
- Mi adorada Mimí
- El criado malcriado
- La monja y la golfa
- Sex and the crisis
- Pastores a la diabla 2
- Las Mil y Dos Noches